# Manfred Einsiedler
Manfred Leopold Einsiedler est un mathématicien autrichien spécialiste de  théorie ergodique. Il est né à Scheibbs, en Autriche, le 6 mars 1973.

## Formation et carrière
Einsiedler fait des études de mathématiques à l'université de Vienne, où obtient son diplôme en 1996 et son doctorat en 1999 sous la direction de Klaus Schmidt avec une thèse intitulée Problems in Higher Dimensional Dynamics. Il est postdoctorant en 2000-2001 à l'université d'East Anglia à Norwich et en 2001-2002 à l'université d'État de Pennsylvanie. En 2001, il obtient son habilitation à l'Université de Vienne et y devient ensuite professeur extraordinaire. Au cours de l'année universitaire 2004-2005, il est professeur invité à l'université de Princeton, en tant que Clay Research Scholar. À l'université d'État de l'Ohio il est devient  professeur associé en 2006 et professeur titulaire en 2008. Depuis 2009, il est professeur titulaire à l'École polytechnique fédérale de Zurich.

## Prix et distinctions
- En 2004, il remporte le prix de la Société mathématique autrichienne.
- En 2008, il est conférencier invité (titre de sa conférence : Effective equidistribution and spectral gap) au Congrès européen de mathématiques d'Amsterdam.
- En 2010, il est conférencier invité (titre de sa conférence : Application of measure rigidity of diagonal actions ) au Congrès international des mathématiciens à Hyderabad.
- En 2019, Einsiedler est  conférencier invité à la conférence Dynamics, Equations and Applications à Cracovie[3].

## Recherche
Einsiedler travaille en théorie ergodique (notamment sur  les problèmes de dynamique et d'équidistribution sur les espaces homogènes) et à ses applications à la théorie des nombres. Il a collaboré avec Grigory Margulis et Akshay Venkatesh. Avec Elon Lindenstrauss et Anatole Katok, Einsiedler a prouvé qu'une conjecture de John Edensor Littlewood sur l'approximation diophantienne est « presque toujours » vraie,,.

## Publications (sélection)
- avec Douglas Lind, « Algebraic Zd-actions of entropy rank one », Trans. Amer. Math. Soc., vol. 356, no 5,‎ 2004, p. 1799–1831 (DOI 10.1090/s0002-9947-04-03554-8, MR 2031042).

- avec Thomas Ward, Ergodic theory: with a view towards number theory, Springer, coll. « Graduate texts in mathematics », 2011 (ISBN 978-0-85729-020-5).

- avec Thomas Ward, Functional Analysis, Spectral Theory, and Applications, Springer International Publishing : Imprint: Springer, coll. « Graduate Texts in Mathematics », 2017 (ISBN 978-3-319-58540-6)[7].

- avec Menny Aka et Thomas Ward, A Journey through the realm of numbers: from quadratic equations to quadratic reciprocity, Springer, coll. « Springer undergraduate mathematics series », 2020 (ISBN 978-3-030-55232-9).